# Palais Sándor
Le palais Sándor (en hongrois : Sándor-palota), est un bâtiment de style néo-classique, situé à Budapest, capitale de la Hongrie. Il s'agit de la résidence officielle du président de la république de Hongrie depuis 2003.
Il est situé place Saint-Georges (Szent György tér 1-2), au cœur de la capitale hongroise ; plus précisément, il se trouve au nord du palais de Budavár, l'ancienne résidence des rois de Hongrie. 
Depuis 2024, le palais a pour locataire le président Tamás Sulyok.

## Histoire

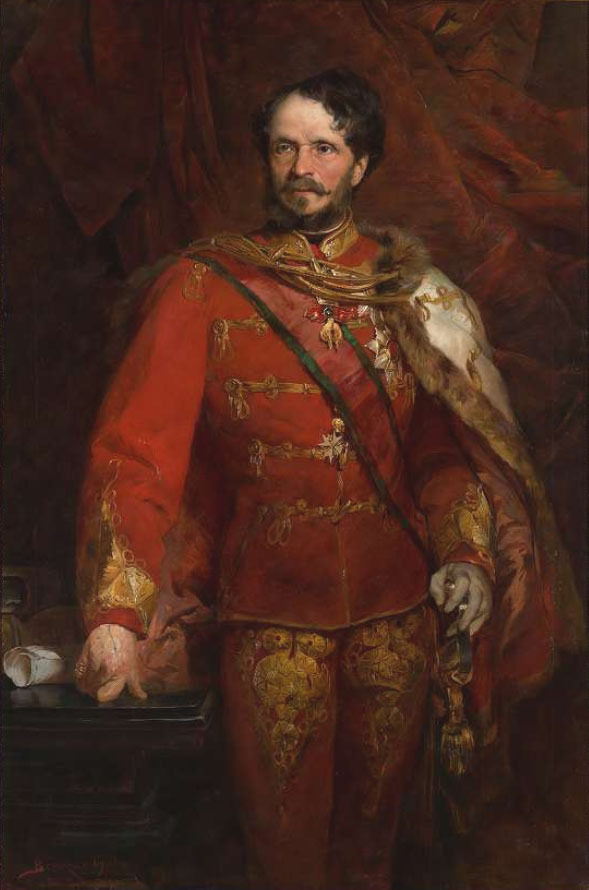
Gyula Andrássy, célèbre occupant du palais Sándor.

La construction de l'édifice, commandée par le comte Vince Sándor, débute en 1803 et est achevée en 1806. L'aristocrate austro-hongrois, philosophe à ses heures perdues, fut le premier occupant des lieux, précédant en cela l'archiduc de Teschen, gouverneur du Royaume de Hongrie de 1851 à 1860, et son épouse Hildegarde. Plusieurs années après, le bâtiment est réquisitionné par l'État qui y aménage les bureaux du gouvernement. 
En 1867, le nouveau Premier ministre du Royaume de Hongrie Gyula Andrássy loue la résidence à la famille Pallavicini, qui finit par céder la propriété à l'État. Andrássy commande alors une rénovation du bâtiment, qu'il délègue à l'architecte Miklós Ybl. Le rez-de-chaussée du palais est aménagé pour accueillir les bureaux du chef du gouvernement tandis qu'à l'étage se trouvent ses appartements privés. 
Au total, dix-neuf chefs du gouvernement hongrois vécurent au palais Sándor, adoptant tour à tour le bâtiment à leur goût.
Après la proclamation de l'indépendance de la Hongrie, en 1919, le palais demeure la résidence officielle du Premier ministre hongrois jusqu'à la Seconde Guerre mondiale. Au mois d'avril 1941, le palais vit des heures dramatiques avec le suicide de Pál Teleki. Moins de quatre ans plus tard, le bâtiment est endommagé et pillé fin 1944, puis reste complètement délaissé jusqu'aux révolutions de 1989. 
Dans les années 1990, une équipe de restaurateurs décide, avec le concours financier de l'État, de redonner tout son prestige au bâtiment, destiné à accueillir les bureaux du gouvernement comme ce fut précédemment le cas ; la rénovation s'achève en 2002. Si le palais a retrouvé son aspect originel, l'ensemble des meubles et des tableaux situés en son sein sont des répliques fidèlement tirées des originaux, pillés durant la guerre.
Un décret, adopté par l'Assemblée nationale en 2003, fait du palais Sándor la résidence officielle du président de la République de Hongrie ; si Ferenc Mádl est le premier à utiliser la demeure comme lieu de travail et de réception, il n'y habite pas, contrairement à ses successeurs, László Sólyom, Pál Schmitt et, plus récemment, János Áder, qui y vit avec sa famille.

## Architecture

### Extérieure
La façade sud-ouest du palais, qui fait face à la place, présente une paire de portes vertes et claires, surmontées de l'inscription Köztársasági Elnöki Hivatal (littéralement en hongrois : « Bureau du Président de la République »). Sur la balustrade en fer qui se trouve au-dessus de l'inscription figurent les armoiries de la Hongrie, flanquées des drapeaux hongrois et européen.
La façade sud-est détient des caractéristiques identiques ; y sont également présentées les armes de la Dalmatie, la Slavonie et de la Transylvanie. 

### Intérieure

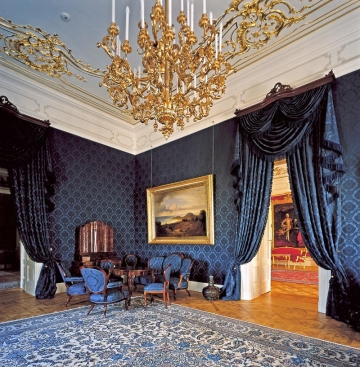
Salon Bleu.

Les visiteurs pénètrent dans le palais Sándor par la porte principale, qu'ils franchissent pour se trouver dans le hall d'entrée, décoré de tapisseries rayées de damas. 
Dans le hall se trouvent plusieurs salons, tous détenteurs d'une fonction, qu'elle soit d'apparat ou d'utilité pratique : ainsi, le salon Petit Empire est utilisé par le chef de l'État pour des réunions informelles ou des rencontres diplomatiques tandis que le salon Bleu est utilisé pour les grandes conférences. Le salon Rouge, également baptisé le salon Marie-Thérèse en l'honneur de l'impératrice Marie-Thérèse d'Autriche dont un portrait orne la pièce, est le plus élégant du bâtiment. Les peintures murales ont été conçues par Miklós Ybl.
La galerie des glaces est un lieu régulièrement utilisé pour des usages protocolaires, comme la réception des ambassadeurs et la présentation, face à la presse, des membres du nouveau gouvernement. Dans le prolongement se trouve la salle de conférence, généralement utilisée pour les rencontres avec les journalistes ; les fenêtres de celle-ci donnent sur le Danube et le palais de Budavár.